# Warehorne
Warehorne es una parroquia civil y un pueblo del distrito de Ashford, en el condado de Kent (Inglaterra).

## Geografía
Según la Oficina Nacional de Estadística británica, Warehorne tiene una superficie de 10,66 km².

## Demografía
Según el censo de 2001, Warehorne tenía 374 habitantes (47,86% varones, 52,14% mujeres) y una densidad de población de 35,08 hab/km². El 15,51% eran menores de 16 años, el 79,41% tenían entre 16 y 74 y el 5,08% eran mayores de 74. La media de edad era de 41,07 años. Del total de habitantes con 16 o más años, el 20,25% estaban solteros, el 69,3% casados y el 10,44% divorciados o viudos.
El 95,47% de los habitantes eran originarios del Reino Unido. El resto de países europeos englobaban al 2,13% de la población, mientras que el 2,4% había nacido en cualquier otro lugar. Según su grupo étnico, el 98,4% eran blancos y el 1,6% negros. El cristianismo era profesado por el 80,27% y cualquier otra religión, salvo el budismo, el hinduismo, el judaísmo, el islam y el sijismo, por el 0,8%. El 14,13% no eran religiosos y el 4,8% no marcaron ninguna opción en el censo.
216 habitantes eran económicamente activos, 210 de ellos (97,22%) empleados y 6 (2,78%) desempleados. Había 151 hogares con residentes, 5 vacíos y 4 eran alojamientos vacacionales o segundas residencias.